# Cannone d'accompagnamento
Il cannone d'accompagnamento è un pezzo di artiglieria progettato ed utilizzato per aumentare la potenza di fuoco delle unità di fanteria, alle quali è organicamente assegnato, secondo le esigenze tattiche del comandante delle unità stesse. In genere si tratta di cannoni o piccoli obici, con canne corte ed a bassa velocità iniziale, montate su affusti leggeri e facilmente manovrabili sul campo di battaglia.

## Origini
Il cannone di accompagnamento ha rappresentato il primo tipo di arma da fuoco impiegata in guerra, inizialmente in Cina ed in seguito importata in Europa con l'invasione mongola. Queste armi primitive, pressoché immobili, che ancora lanciavano grossi verrettoni, seguirono due linee di sviluppo: una, con la realizzazione dei primi archibugi, avrebbe condotto alle armi portatili, mentre l'altra a pezzi di artiglieria di dimensioni sempre maggiori, montati su affusti a ruote. Questi ultimi nel Rinascimento conobbero una vasta ma disordinata fioritura, con lo sviluppo di cannoni in quasi 100 calibri diversi, ciascuno identificato da un proprio nome (falcone, falconetto, basilisco, spingarda ecc.), mentre solo nel XVII secolo vennero tutti ricompresi nella parola francese canon, cannone. Nel 1686 in Inghilterra, sotto il regno di Giacomo II, si ebbe la prima assegnazione organica di pezzi di artiglieria ai reparti di fanteria, con due pezzi da 3 libbre per ogni reggimento di stanza a Londra. Federico II di Prussia, nell'ambito della sua grande riforma militare, fu il primo a teorizzare le tattiche dell'artiglieria a cavallo e della stretta collaborazione con i fanti durante gli assalti, che avrebbero trovato una vittoriosa applicazione durante la Guerra dei Sette Anni. I prussiani fecero scuola in Europa, condizionando lo sviluppo dell'artiglieria francese, che nel 1764 adottò il sistema "Gribeauval". Questo, oltre a razionalizzare calibri e modelli, enfatizzava notevolmente la mobilità di queste armi. Il cannone campale rimarrà concettualmente inalterato per tutto il XIX secolo, pure evolvendo nella tecnica con l'avvento degli affusti a deformazione scudati.

## XXsecolo
Durante la prima guerra mondiale, con la stabilizzazione dei vari fronti, la peculiarità della guerra di trincea evidenziò l'esigenza per le fanterie di affrontare posizioni ben protette, soprattutto nidi di armi automatiche e mitragliatrici scudate, che potevano essere battute solo da pezzi di artiglieria in appoggio diretto alle truppe in prima linea. In questo periodo nacque quindi il cannone d'accompagnamento, che avrebbe trovato grande diffusione negli anni successivi e soprattutto durante la seconda guerra mondiale, quando all'appoggio alla fanteria durante gli assalti si aggiunse la necessità di difendere i reparti appiedati dalle formazioni di carri armati, tanto che i ruoli e le armi dell'artiglieria di accompagnamento e di quella controcarri subirono una parziale sovrapposizione.
Nel secondo dopoguerra invece, la motorizzazione della fanteria e delle relative armi portò alla scomparsa del cannone da fanteria, i cui compiti tradizionali vennero e vengono tuttora assolti da diversi sistemi, quali i lanciagranate, i cannoni senza rinculo, i lanciarazzi e lanciamissili spalleggiabili, i mortai ed i cannoni scomponibili da montagna e da paracadutisti.

## Le armi

### Austria-Ungheria
- 3,7 cm Infanteriegeschütz M.15

### Belgio
- 76 mm FRC

### Francia
- 37 Mle 1916 TRP

### Germania
- 7,5 cm leIG 18
- 7,5 cm IG 37
- 15 cm sIG 33
- 7,6 cm IG 260(b)

### Giappone
- Type 11
- Type 92 (obice)

### Impero russo
- 37 mm M1915

### Regno d'Italia
- FIAT-Revelli da 25,4 Mod. 1917
- 47/32 Mod. 1935
- 65/17 Mod. 1908/1913
- 70/15

### Regno Unito
- QF 1,59 in Mk II

### Stati Uniti d'America
- 37 mm Gun M3
- M1 Pack 75 mm
- 105 mm M3

### Unione sovietica
- 37 mm M1930
- 76 mm M1927
- 76 mm M1943